# Pfanne (Heraldik)

Drei Pfannen im Wappen der spanischen Gemeinde Padilla de Abajo

Die Pfanne ist in der Heraldik eine wenig vorkommende gemeine Figur. Sie ist heraldisch einfach und kann alle Farben haben. Nur die Wappenbeschreibung bestimmt die Pfanne genau, denn für jeden Anwendungsbereich gibt es eine eigene Form. (z. B.: Salzsiedepfanne) Allgemein handelt es sich aber um das Küchenutensil.
Die Wappenfigur ist für ein redendes Wappen der Familien mit Namen Pfanne geeignet.

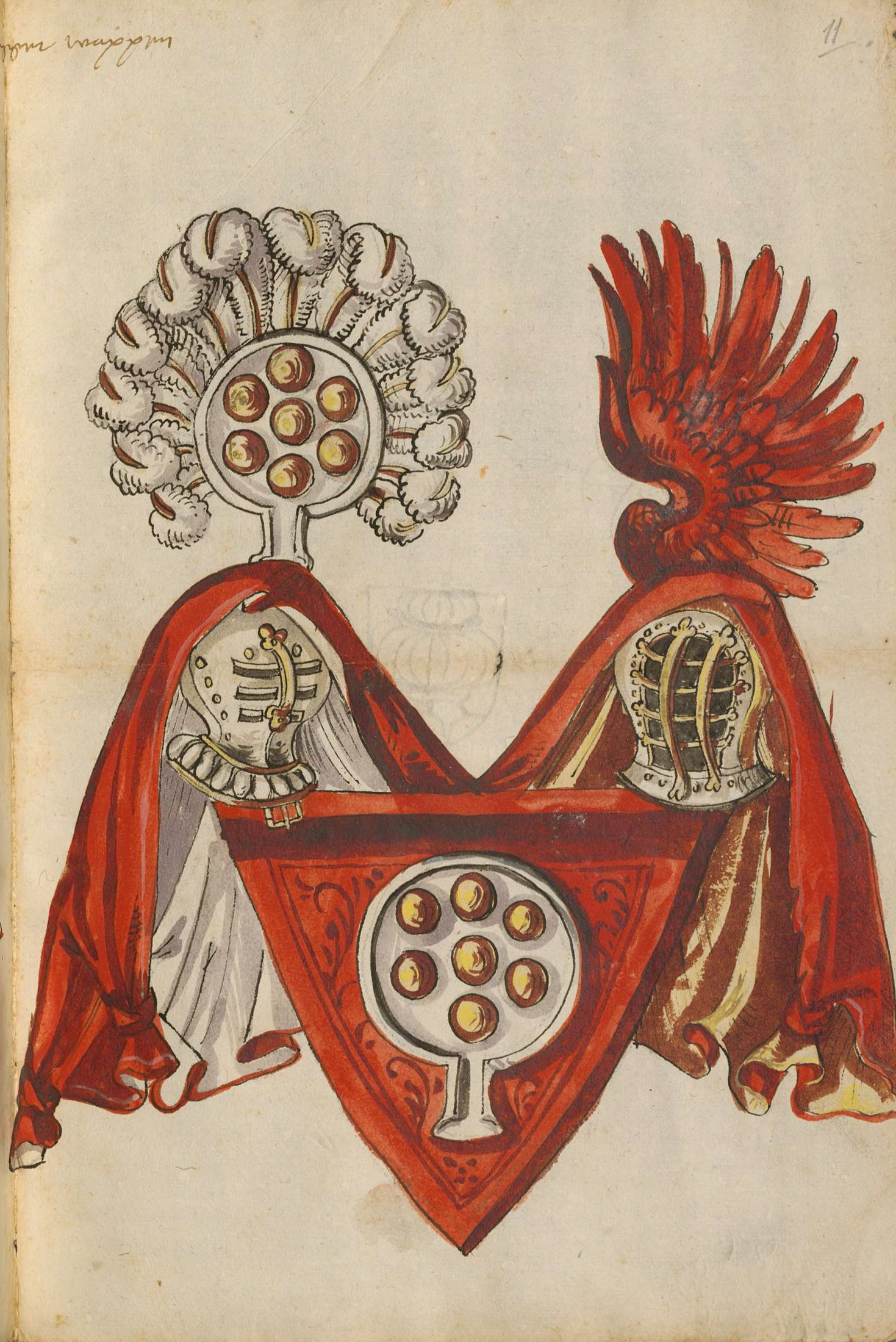
Eine Pfanne mit Bratgut im Schild und Oberwappen in einem historischen Wappen
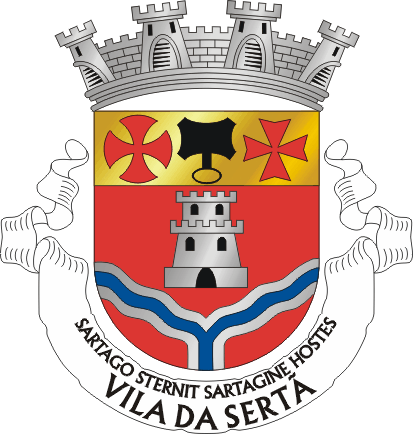
Wappen von Sertã mit einer schwarzen Pfanne im Schildhaupt